# ماریا انطاکیه (مدعی)
ماریا انطاکیه (انگلیسی: Maria of Antioch)، دختر بوهموند چهارم، شاهزاده انطاکیه و مدعی تاج‌وتخت پادشاهی اورشلیم از سال ۱۲۶۸ تا ۱۲۷۷ میلادی بود. وی به عنوان نایب حکومت پادشاه کنرادین چندین حکومت کرد اما پس از مدتی خود به دلیل نزدیکی خونی مدعی شد اما درخواست و دعوی وی در دیوان عالی اورشلیم با تلاش هیو سوم، پادشاه قبرس رد شد. زمانی که کنراد در سال ۱۲۶۸ درگذشت، وی بار دیگر مدعی حکومت اورشلیم شد اما هیو بار دیگر دعوی وی را رد کرد تا وی شرق را به مقصد اورپا ترک کند. و در نهایت دعوی خود را به شارل آنژو فروخت. وی سرانجام در سال ۱۳۰۷ درگذشت.